# Sideral Linhas Aéreas
Sideral Linhas Aéreas ist eine Passagier- und Frachtcharterfluggesellschaft in Brasilien und führt auch ACMI-Dienste durch. Das Unternehmen hat ihren Sitz in São José dos Pinhais und ihre Basis am Flughafen Curitiba.

## Geschichte
Sideral Air Cargo, ein Tochterunternehmen des 1994 gegründeten brasilianischen Logistikunternehmens Adorno Express, nahm im Juli 2010 den Betrieb auf. Bis 2011 führte es außerplanmäßige Frachtflüge durch. Im Jahre 2016 übernahm Sideral einige Flugzeuge aus dem Bestand der Rio Linhas Aéreas, die ihren Betrieb einstellen musste. Sideral betreibt derzeit Flüge des Night Postal Network (RPN), eines Postdienstes, der es ermöglicht, Fracht in weniger als 24 Stunden an Ziele zu schicken.
Im Jahr 2020 wurde Sideral von ANAC (National Civil Aviation Agency) autorisiert, planmäßige Passagierflüge durchzuführen.  Passagierflüge werden hauptsächlich für Fußballmannschaften durchgeführt.

## Flugziele
Sideral fliegt Ziele innerhalb Brasiliens an.

## Flotte
Die Flotte besteht mit Stand April 2025 aus 20 Flugzeugen mit einem Durchschnittsalter von 32,1 Jahren.

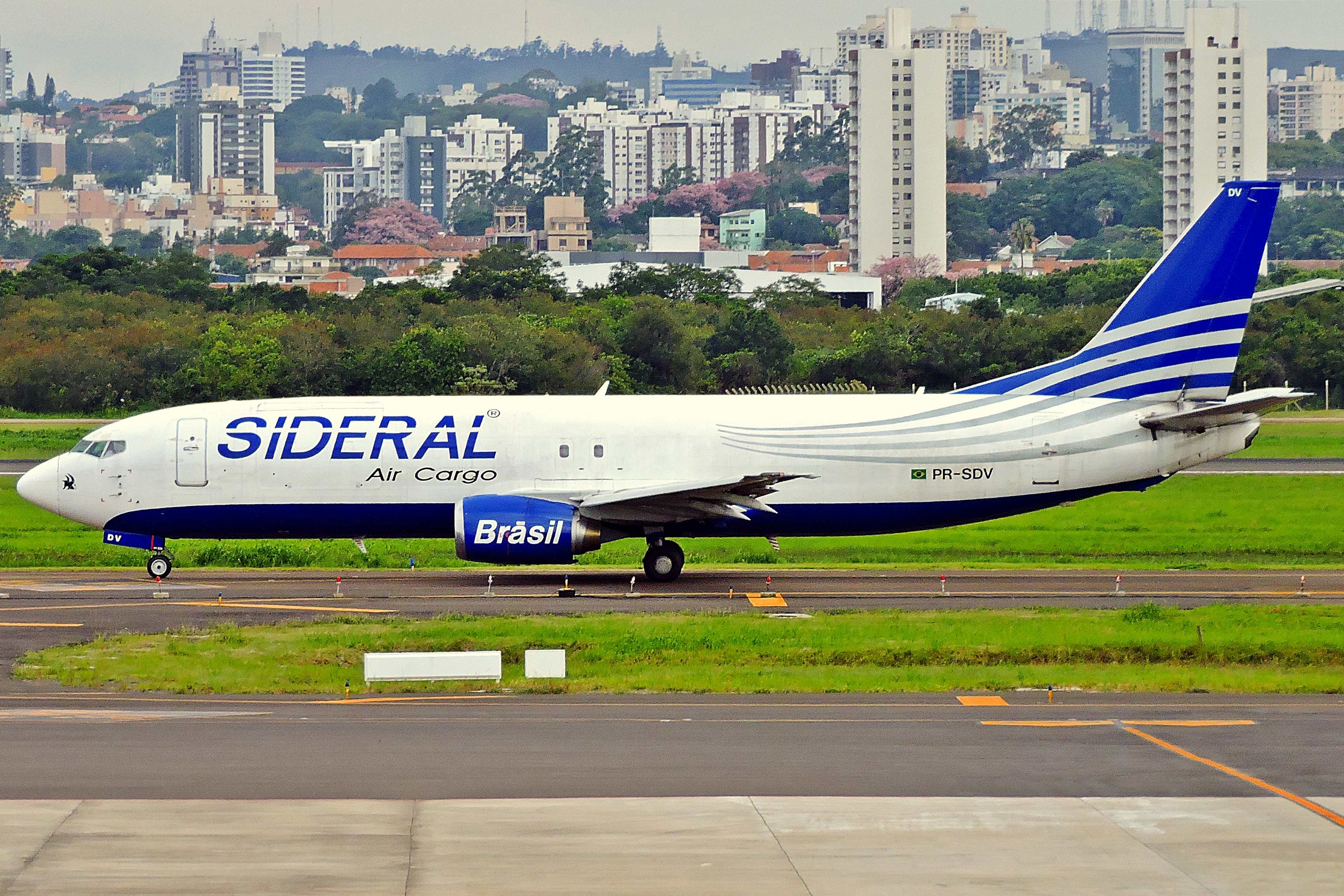

| Flugzeugtyp        | aktiv | bestellt | Anmerkungen                               | Sitzplätze      | Durchschnittsalter |
| ------------------ | ----- | -------- | ----------------------------------------- | --------------- | ------------------ |
| Boeing 737-300     | 08    |          | zwei inaktiv; eine betrieben für Correios | 144 oder Fracht | 34,3 Jahre         |
| Boeing 737-400(SF) | 07    |          | zwei betrieben für Correios               | - Fracht -      | 32,7 Jahre         |
| Boeing 737-500     | 02    |          | eine mit Winglets ausgestattet            | 52              | 32,6 Jahre         |
| Boeing 737-700     | 01    |          | mit Winglets ausgestattet                 | - offen -       | 22,3 Jahre         |
| Boeing 737-800     | 01    |          | mit Winglets ausgestattet                 | - offen -       | 25,5 Jahre         |
| Boeing 737-800BCF  | 01    |          | mit Winglets ausgestattet                 | - Fracht -      | 25,5 Jahre         |
| Gesamt             | 20    | -        |                                           |                 | 32,1 Jahre         |

## Ehemalige Flugzeugtypen
- ATR 42
- Boeing 727-264F[8]